# Озёрский (Алтайский край)
Озёрский — упразднённый посёлок в Алейском районе Алтайского края России. На момент упразднения входил в состав Дружбинского сельсовета. Исключён из учётных данных в 1982 году.

## География
Посёлок находился в центральной части края, в междуречье рек Горевка и Луковка, юго-западнее дубравы Чуракова, на расстоянии приблизительно 4,5 километров (по прямой) к северо-западу от села Малиновка.

### Климат
Резко континентальный. Средняя температура января −17,6 °С, июля — +20 °С. Годовое количество осадков — 440 мм.

## История
Образован как 4-е отделение Алейского совхоза.